# De Witt (familie)

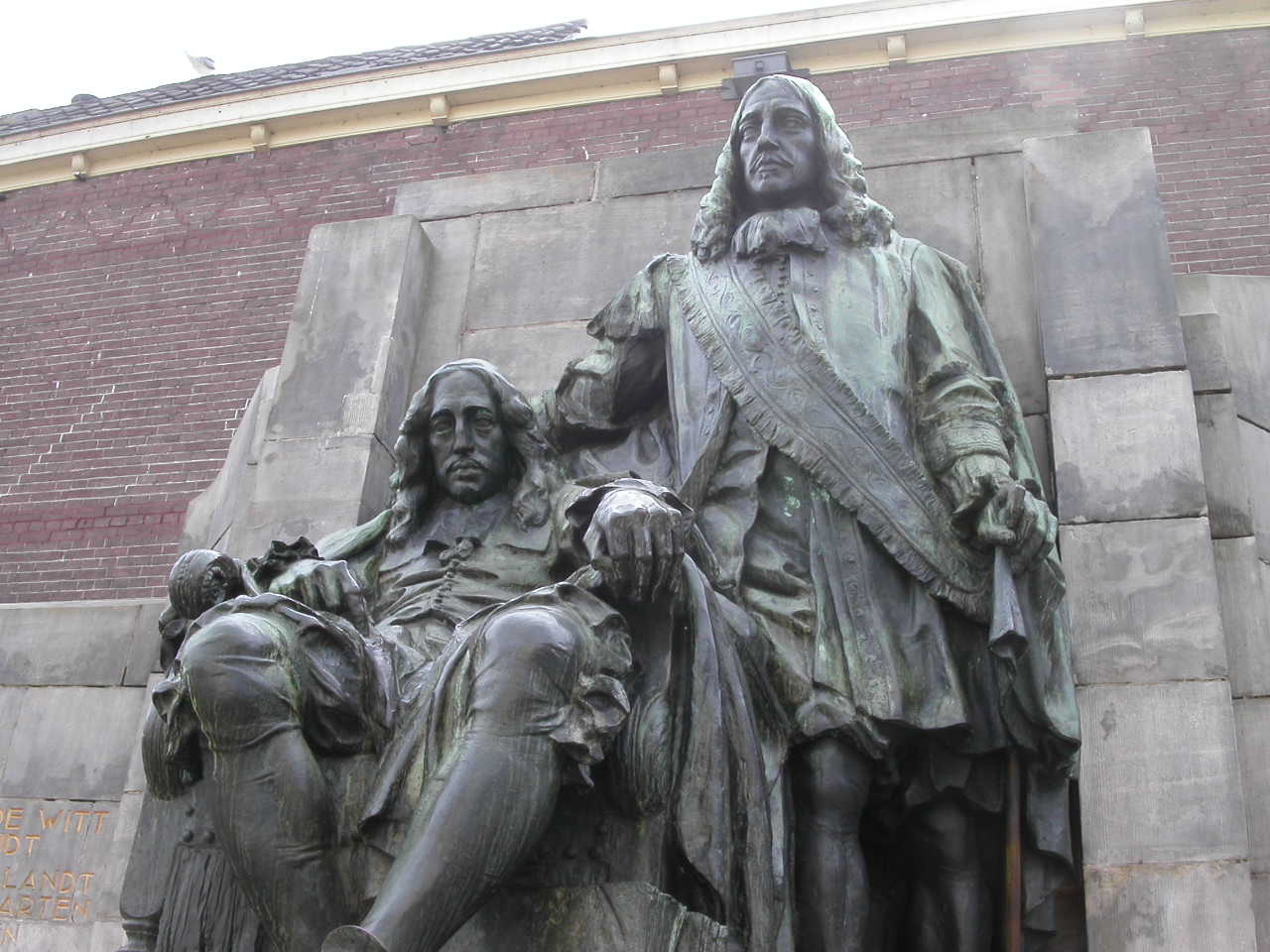
Standbeeld van Johan (links) en Cornelis de Witt in Dordrecht.

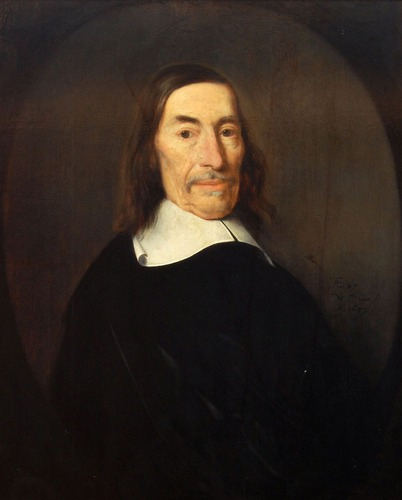
Jacob de Witt door Nicolaes Maes in 1657, Dordrechts Museum.

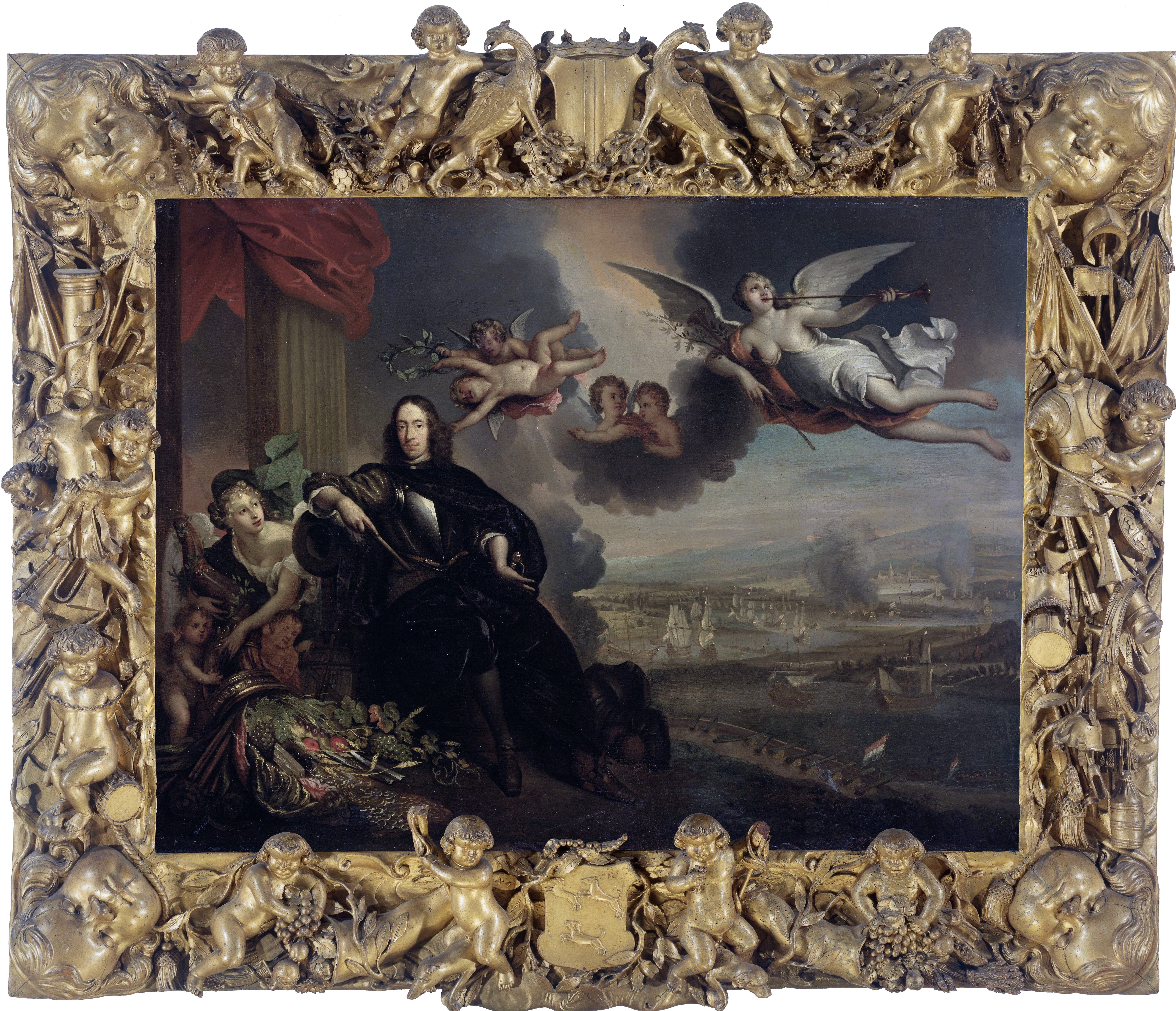
Cornelis de Witt geschilderd door Jan de Baen tussen 1667en 1670, Rijksmuseum.

De Witt (ook: De Witte, De Wit en De With) is de naam van een zeer invloedrijk Dordts regentengeslacht dat in de Gouden Eeuw, samen met de verzwagerde geslachten Van Slingelandt, Van Beveren, Muys van Holy in Dordrecht en met de geslachten Bicker en De Graeff en Hooft in Amsterdam, een eeuw het bestuur over de stad Dordrecht en over het gewest Holland praktisch in handen heeft gehad.

## Geschiedenis
Als stamvader van het geslacht De Witt kan Jan die Witte (geb. 1295) beschouwd worden, die in de eerste helft van de 14de eeuw in Dordrecht leefde. Het eerste lid uit dit geslacht dat tot de regenten gerekend kan worden, was Jan Godschalksz die Witte; hij leefde in de tweede helft van de 14e eeuw, en was in 1375 burgemeester van Dordrecht. In het begin van de 16de eeuw krijgen de leden van de Dordtse tak van dit geslacht een steeds belangrijkere rol binnen het bestuur van Holland. Samen met enkele andere regentengeslachten streefde de familie De Witt naar de volledige soevereiniteit van de republikeinse regenten, en voor de afschaffing van het stadhouderschap van het Huis van Oranje. Deze (hoofd)tak van het geslacht is in 1861 met Maria de Witt uitgestorven.

## Bekende leden zijn
- Cornelis Wittesz de Witt (1485-1537), raad en schepen van Dordrecht
- Cornelis Fransz de Witt (1545-1622), Dordts regent en burgemeester
- Jacob Fransz de Witt (1548-1621), oom van Jacob de Witt, Dordts regent en burgemeester, lid van de Gecommitteerde Raden van Holland
- Willem de Witt (1516-1596), Dordts regent en burgemeester
- Nicolaas de Witt (1553-1621), raad en schepen van Dordrecht
- Andries de Witt (1573-1637), broer van Jacob de Witt, raadpensionaris van Holland
- Thomas de Witt († 1645), Dordts regent en burgemeester, bewindhebber VOC (kamer van Amsterdam)
- Jacob de Witt (1589-1674), zoon van Cornelis Fransz de Witt, Dordts regent en burgemeester
- Gijsbert de Witt (1611-1692), lid van den Hoogen Raad in Brazilië en president van den Raad van justitie, directeur over de districten van Rio de St Francisco en de Lagoas en later van Parahiba en Rio Grande
- Johan de Witt (1618-1676), Dordts regent, gedeputeerde ter Staten van Holland
- Cornelis de Witt (1623-1672), zoon van Jacob de Witt en broer van Johan de Witt, Dordts regent en burgemeester en ruwaard van Putten (eiland)
- Johan de Witt (1625-1672), zoon van Jacob de Witt, raadpensionaris van Holland
- Johan de Witt (1662-1701), zoon van Johan de Witt, secretaris van Dordrecht
- Johan de Witt (1694-1751), raadsheer en president van de Rekenkamer in de Zuidelijke Nederlanden
- Cornelis Johansz de Witt (1696-1769), Dordts regent en burgemeester, gedeputeerde ter Staten van Holland
- Johan de Witt (1720-1783), schepen van Dordrecht, directeur van den Levantschen handel
- Herman Cornelis de Witt (1728-1778), baljuw en dijkgraaf van de Merwede; hij was de laatste afstammeling van raadpensionaris Johan de Witt in de rechte lijn
- Simeon de Witt (1756-1834), landmeter

## Amsterdamse familie De Witt
- François de Witt (1706-1775), Amsterdams regent en burgemeester
- Willem Cornelis de Witt (1781-1834), sous-prefect van het Zuiderzeedepartement
- Conrad de Witt (1824-1909), Frans politicus, zoon van Willem Cornelis
- Cornélis de Witt (1828-1889), Frans politicus, broer van Conrad
- Marguerite de Witt-Schlumberger (1853-1924), feministe, dochter van Conrad de Witt, moeder van Conrad en Marcel Schlumberger